# Aleksandr I của Bulgaria
Aleksandr I của Bulgaria GCB (tiếng Bulgaria: Александър I Батенберг; 05 tháng 04 năm 1857 - 17 tháng 11 năm 1893), thường được biết đến với cái tên Alexander xứ Battenberg, là  vị thân vương (knyaz) đầu tiên của Thân vương quốc Bulgaria từ năm 1879 cho đến khi thoái vị vào năm 1886. Quốc hội Bulgaria đã bầu ông làm Thân vương của Bulgaria tự trị, chư hầu trên danh nghĩa của Đế quốc Ottoman, vào năm 1879. Ông cho giải tán quốc hội vào năm 1880 và đình chỉ Hiến pháp vào năm 1881, vì xem những thứ đó trao cho người dân quá nhiều tự do. Năm 1883 ông cho khôi phục Hiến pháp, dẫn đến xung đột công khai với Đế quốc Nga. Một trong những sự kiện khiến danh tiếng của ông được đẩy lên cao chính là việc ông cho sáp nhập Đông Rumelia vào Bulgaria và được cường quốc châu Âu công nhận vào năm 1885. Một cuộc đảo chính do các sĩ quan Quân đội Bulgaria thân Nga thực hiện đã buộc ông phải thoái vị vào tháng 09/1886. Sau đó, ông trở về Đế quốc Áo-Hung và trở thành một tướng lĩnh của quân đội đế chế này.

## Đầu đời
Alexander là con trai thứ hai của Đại Công tử Alexander xứ Hessen và Rhein với người vợ không môn đăng hộ đối là Nữ bá tước Julia von Hauke. Nữ bá tước cùng với các hậu duệ của mình nhận tước vị Nữ thân vương (đối với bà) và Thân vương tử/nữ (đối với hậu duệ) xứ Battenberg và kính xưng Durchlaucht ("Serene Highness") vào năm 1858. Thân vương tử Alexander là cháu trai của Sa hoàng Aleksandr II của Đế quốc Nga, người đã kết hôn với em gái của Đại Công tử Alexander. Mẹ ông, con gái của vị tướng Ba Lan Hans Moritz Hauke, là nữ quan của Sa hậu. Alexander được gia đình, và rất nhiều các tiểu sử gia về sau là "Sandro" hoặc "Drino".
Anh trai của Alexander, Ludwig xứ Battenberg, kết hôn với Victoria của Hessen và Rhein, cháu gái của Victoria của Anh. Các con của họ bao gồm Vương hậu Louise của Thụy Điển, Bá tước Mountbatten của Miến Điện và Alice xứ Battenberg, mẹ của Philippos của Hy Lạp và Đan Mạch, Công tước xứ Edinburgh, chồng của Nữ vương Elizabeth II.
Em trai của Alexander, Heinrich xứ Battenberg, kết hôn với con gái út của Victoria của Anh, là Vương nữ Beatrice. Trong số những người con của họ có Vương hậu Victoria Eugenia của Tây Ban Nha.